# Shinagawa Yajirō

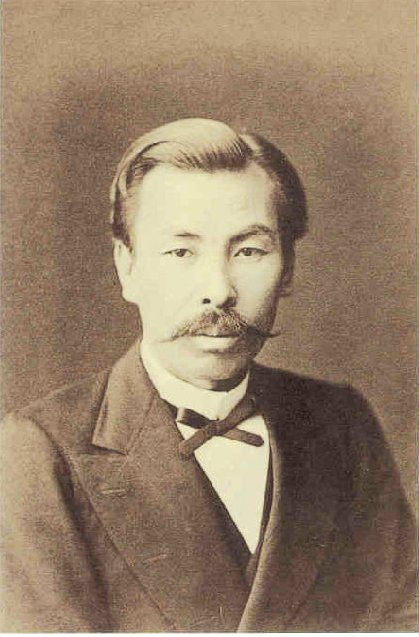
Shinagawa Yajirō

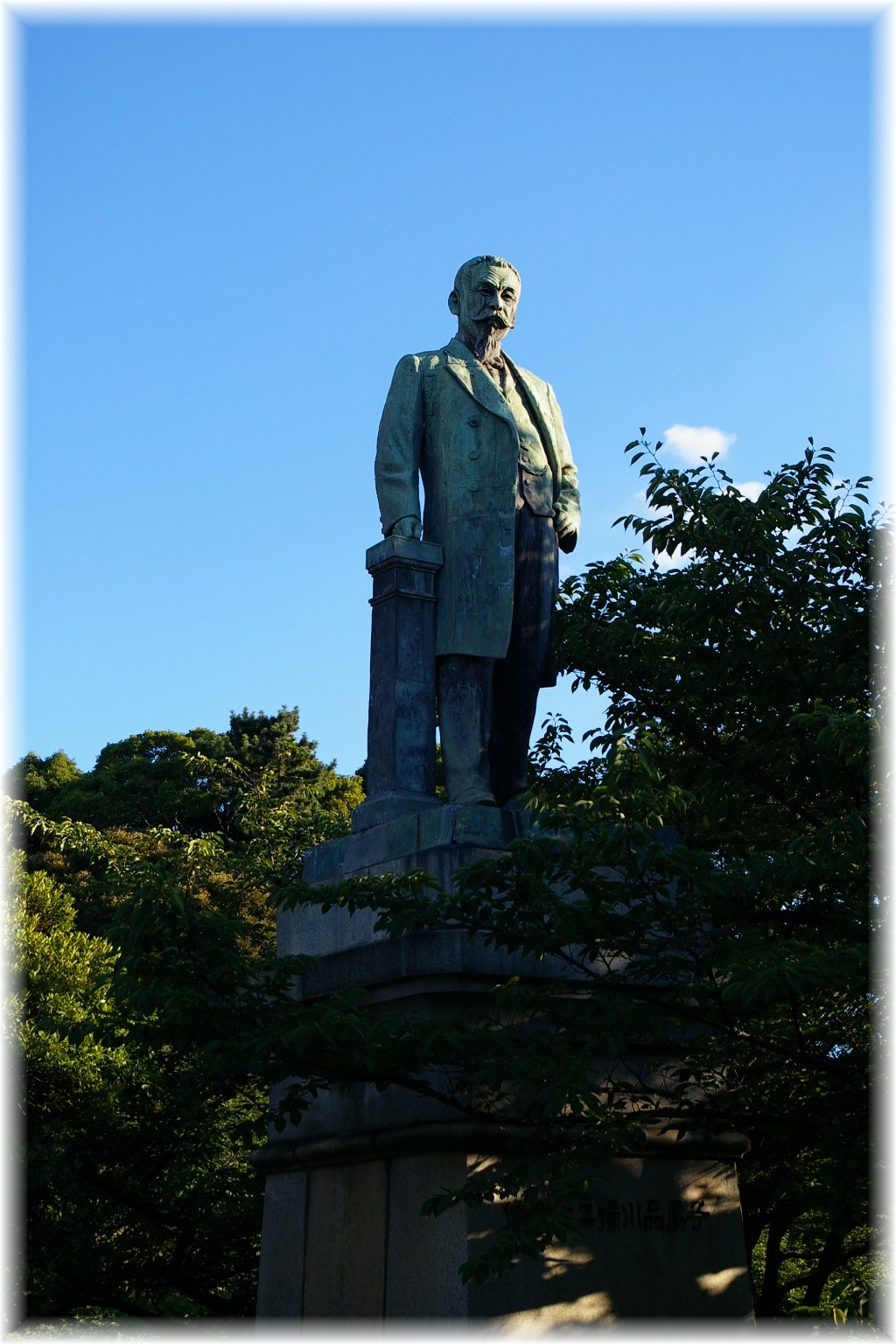
Shinagawa-Denkmal in Tokio

Shinagawa Yajirō (japanisch 品川 弥二郎; geb. 20. November 1843 in der Provinz Nagato (heute Präfektur Yamaguchi); gest. 26. Februar 1900) war ein japanischer Politiker während der Meiji-Zeit.

## Leben und Werk
Shinagawa Yajirō studierte unter Yoshida Shōin, einem der Anführer und Mitbegründer der Sonnō-jōi-Bewegung. Er brachte, zusammen mit Kido Takayoshi, die gegen das Shogunat gerichtete Satsuma-Chōshu-Allianz zustande. Mit seiner stark ausgeprägten ausländerfeindlichen Haltung beteiligte er sich 1862 am Angriff auf die Englische Gesandtschaft und nahm am Boshin-Krieg teil.
1870 wurde Shinagawa nach England und Deutschland geschickt, um Landwirtschaft zu studieren. Zurück nach sechs Jahren arbeitete er zunächst im Innenministerium, dann von 1881 im Ministerium für Landwirtschaft und Handel. Dort gründete er Organisationen zur Förderung der Landwirtschaft und der Industrie. Nach seinem Dienst 1886 als Gesandter in Deutschland war er Mitglied des Staatsrates und zwar von 1888 bis 1891 und von 1899 bis zu seinem Tode 1900. 
1891 wurde er Innenminister im Kabinett Matsukata I. Seine Organisation von handgreiflichen Störung während der Wahlen im Februar 1892 führten zu 25 Todesfällen und nahezu 400 Verletzten. Es reichte aber nicht, um eine Regierungsmehrheit der Konservativen in der Nationalversammlung zu erreichen, Shinagawa musste vielmehr wegen seines Eingreifens in die Wahlen als Innenminister zurücktreten. Danach setzte sich Shinagawa, zusammen mit Saigō Tsugumichi, mit aller Energie für die Kokumin Kyōkai ein, eine nationalorientierte Partei, in der sich viele von Yamagatas Anhängern zusammengefunden hatten. Er selbst blieb bis an sein Lebensende in engem Kontakt mit Yamagata.